# Basavapura, Jagalur
Basavapura là một làng thuộc tehsil Jagalur, huyện Davanagere, bang Karnataka, Ấn Độ.